# Чреши
Чреши (груз. ჭრეში, азерб. Kipircik) — село Болнисского муниципалитета, края Квемо-Картли республики Грузия с 97 %-ным азербайджанским населением. Находится в юго-восточной части Грузии, на территории исторической области Борчалы.

## История
В 1990—1991 годах, в результате изменения руководством Грузии исторических топонимов населённых пунктов этнических меньшинств в регионе, название села Кипирджик («азерб. Kipircik») было изменено на его нынешнее название — Чреши.

## География
Село находится около автомобильной дороги, на высоте 620 метров от уровня моря.
Граничит с сёлами Ципори, Дарбази, Гета, Хахаладжвари, Поцхвериани, Тандзиа, Ицриа, Дзедзвнариани, Дзвели-Квеши, Квеши, Кианети и Джавшаниани Болнисского Муниципалитета.

## Население
По данным Государственного статистического комитета Грузии, согласно официальной переписи 2002 года, численность населения села Чреши составляет 181 человек и на 97 % состоит из азербайджанцев.

## Экономика
Население в основном занимается овцеводством, скотоводством и овощеводством. Жители села испытывают трудности с питьевой и оросительной водой.

## Достопримечательности
- Средняя школа - построена в 1930 году.[7]